# Notre-Dame (Vétheuil)

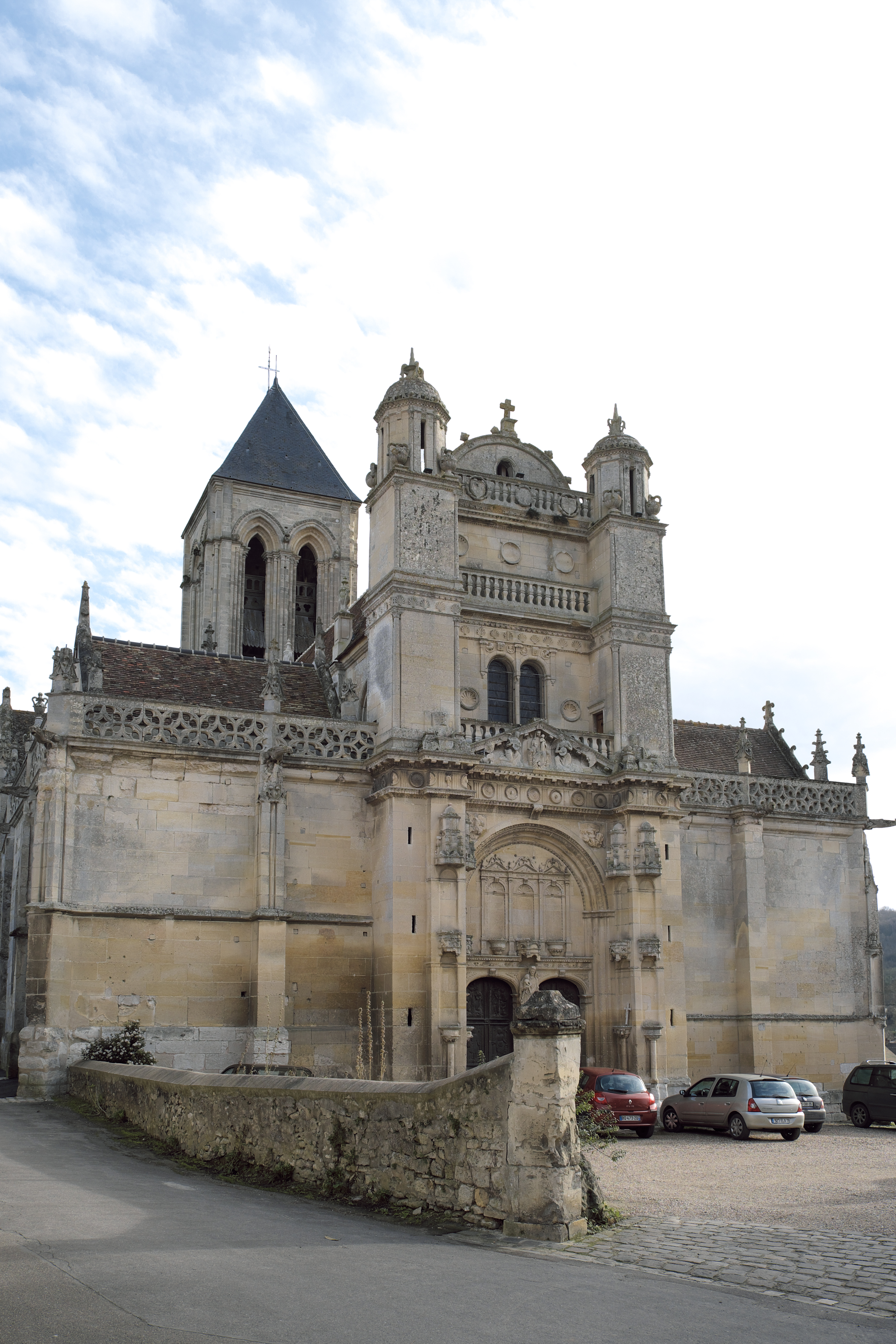
Pfarrkirche Notre-Dame

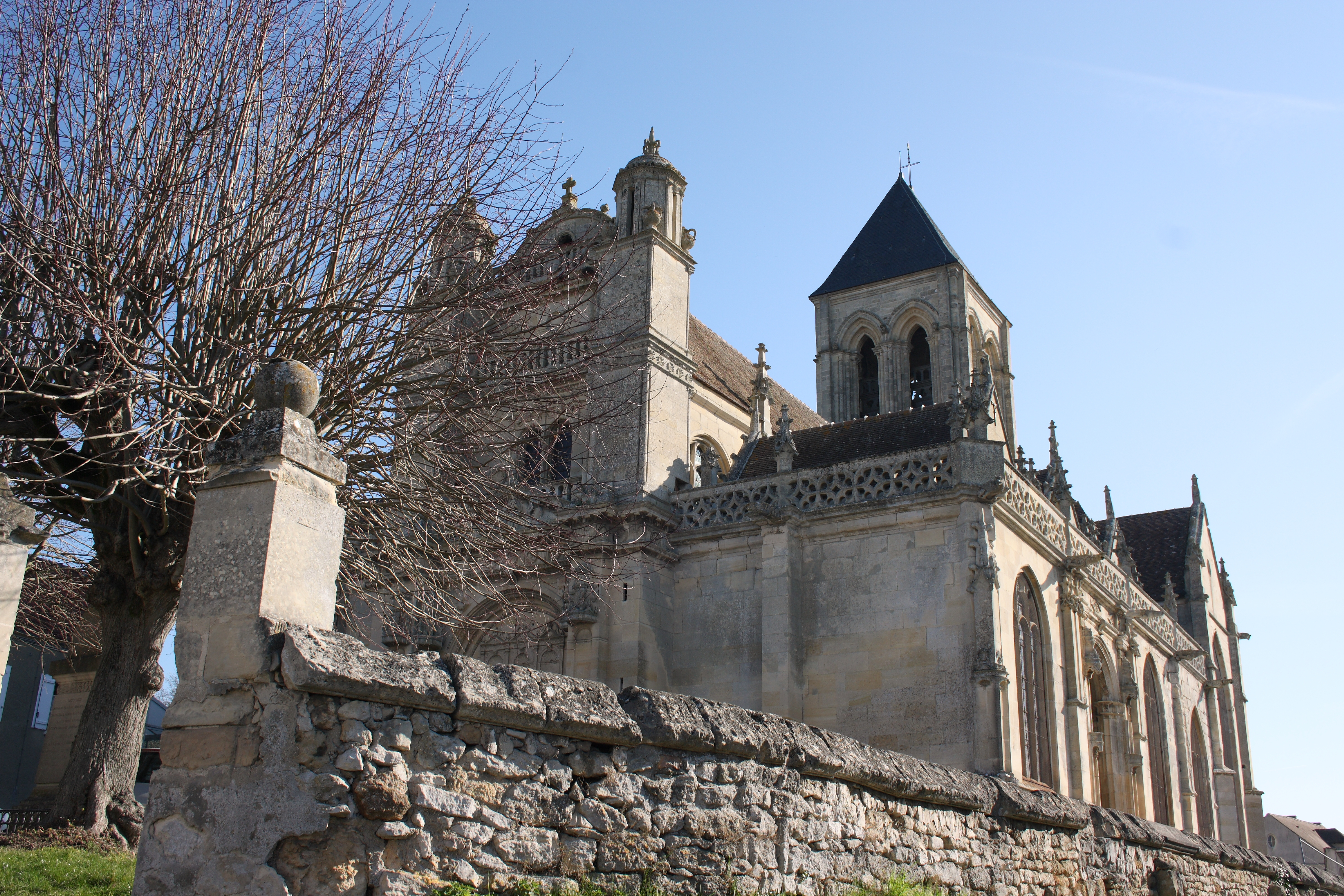
Ansicht von Südwesten

Die katholische Pfarrkirche Notre-Dame de la Nativité de la Sainte Vierge in Vétheuil, einer Gemeinde im Département Val-d’Oise in der französischen Region Île-de-France, wurde im 12./13. im Stil der Gotik begonnen und im 16. Jahrhundert im Stil der Renaissance fertiggestellt. In der Kirche sind Wand- und Deckenmalereien und zahlreiche Skulpturen aus der Renaissance erhalten. Die Mariä Geburt geweihte Kirche wurde im Jahr 1840 als Monument historique in die Liste der Baudenkmäler in Frankreich aufgenommen.

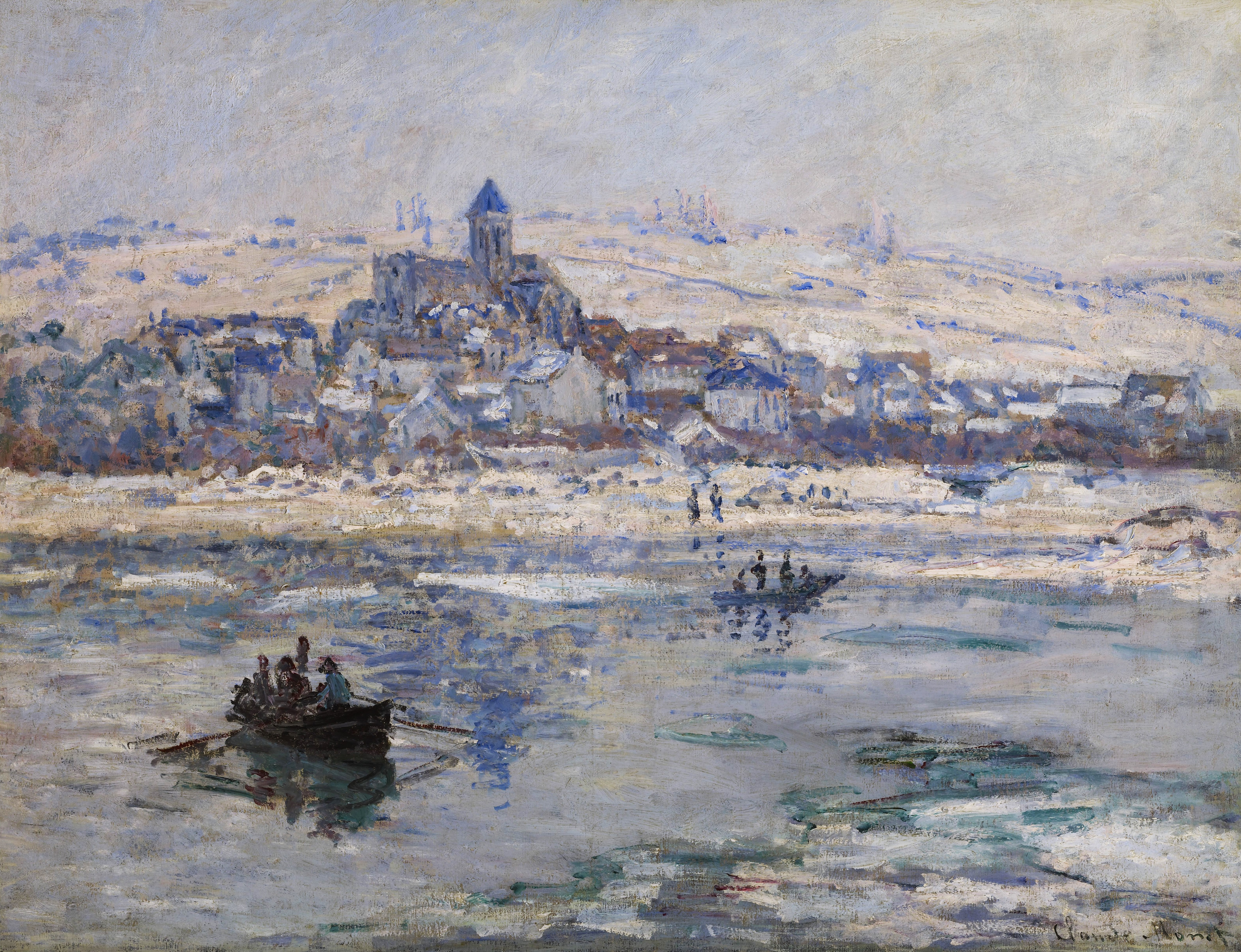
Gemälde von Claude Monet

Die Kirche Notre-Dame diente Claude Monet, der fast vier Jahre in Vétheuil lebte, als Motiv für mehrere seiner Gemälde.

## Geschichte
Die heutige Kirche wurde an der Stelle eines Vorgängerbaus aus dem 10. Jahrhundert errichtet. Diese erste Kirche, von der nichts mehr erhalten ist, wird durch eine Schenkungsurkunde bezeugt, in der sie der Abtei Fécamp unterstellt wird. Ende des 12. oder Anfang des 13. Jahrhunderts begann man mit dem Bau des Chors und des Vierungsturms. Erst im 16. Jahrhundert, in der Epoche des Übergangs von der Flamboyantgotik zur Renaissance, wurden das Kirchenschiff, das Querhaus und die beiden Portale fertiggestellt. Die Größe der Kirche, ihre erhöhte Lage und der imposante Treppenaufgang lassen vermuten, dass sie das Ziel einer Wallfahrt war.

## Architektur

### Chorhaupt und Turm
Das Chorhaupt wird von massiven, mehrfach abgetreppten Strebepfeilern gegliedert. Dazwischen öffnen sich hohe, von schlanken Säulen gerahmte Spitzbogenfenster mit darüberliegenden Rundfenstern. Der Vierungsturm, der wie das Chorhaupt aus der ersten Bauphase stammt, ist auf allen vier Seiten von großen, gekuppelten und von Archivolten umgebenen Klangarkaden durchbrochen.

### Westfassade
Drei Balustraden markieren die horizontale Gliederung der Westfassade, die oben von einem Rundgiebel abgeschlossen wird und in deren Mitte sich das Westportal öffnet. Es wird von zwei schmalen Treppentürmen gerahmt, die von oktogonalen Aufsätzen mit Kuppel und Laterne bekrönt sind. Die beiden Türöffnungen trennt ein Trumeaupfeiler mit einer Figurengruppe, die vermutlich Maria mit Jesuskind und Johannes dem Täufer darstellen soll. Im darüberliegenden Tympanon sind Nischen eingeschnitten, die ursprünglich mit Skulpturen besetzt waren, von denen einige heute in der Kirche aufbewahrt werden.

### Südportal
Eine große Treppe, die auf das 16. Jahrhundert zurückgeht, führt zum Südportal, das in eine Vorhalle integriert ist. Es wird der Architektenfamilie Grappin aus Gisors zugeschrieben und wurde zwischen 1540 und 1547 ausgeführt. Die Skulptur der Madonna mit Kind am Trumeaupfeiler stammt – wie die holzgeschnitzten Türflügel – aus dem 16. Jahrhundert.

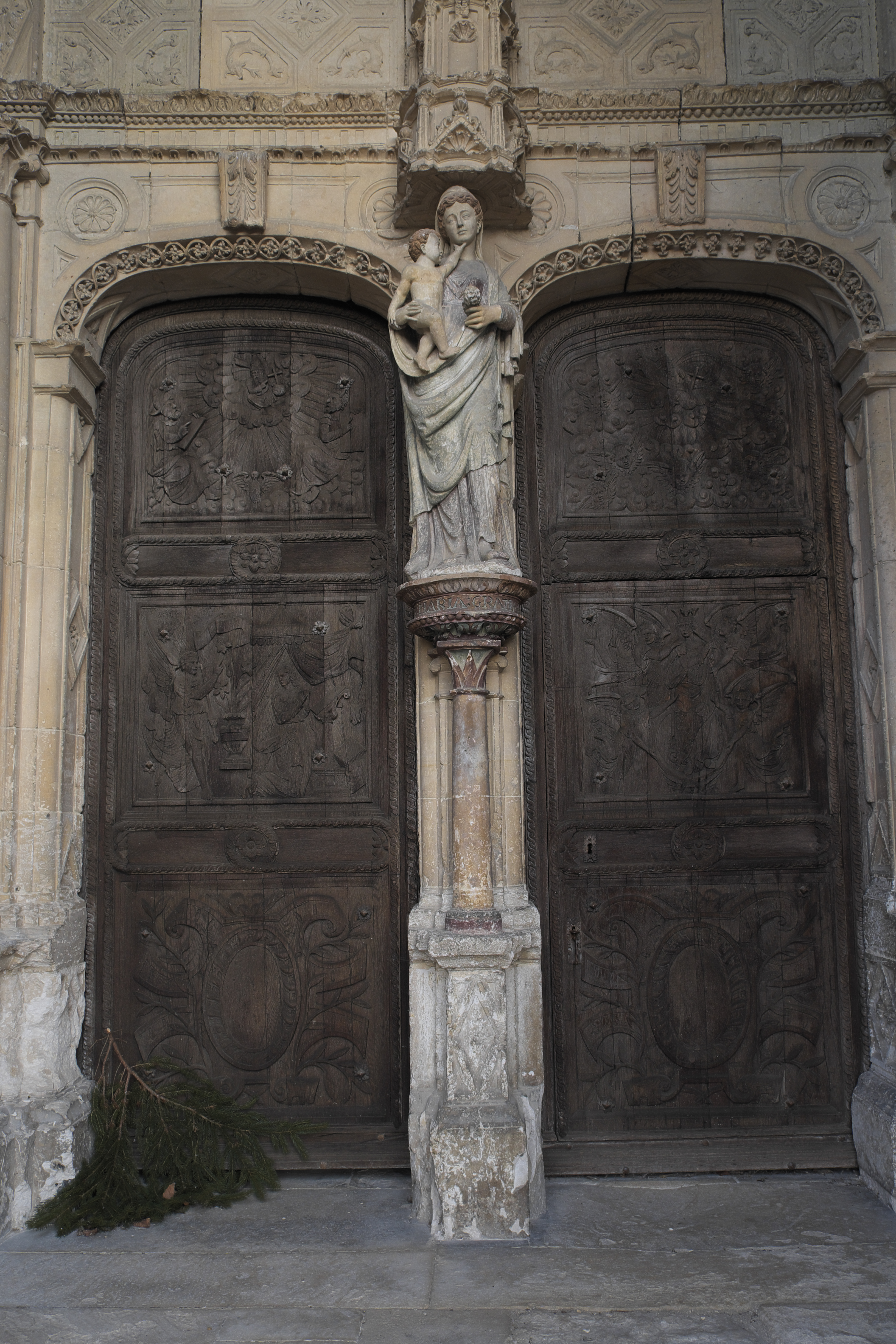
Südportal
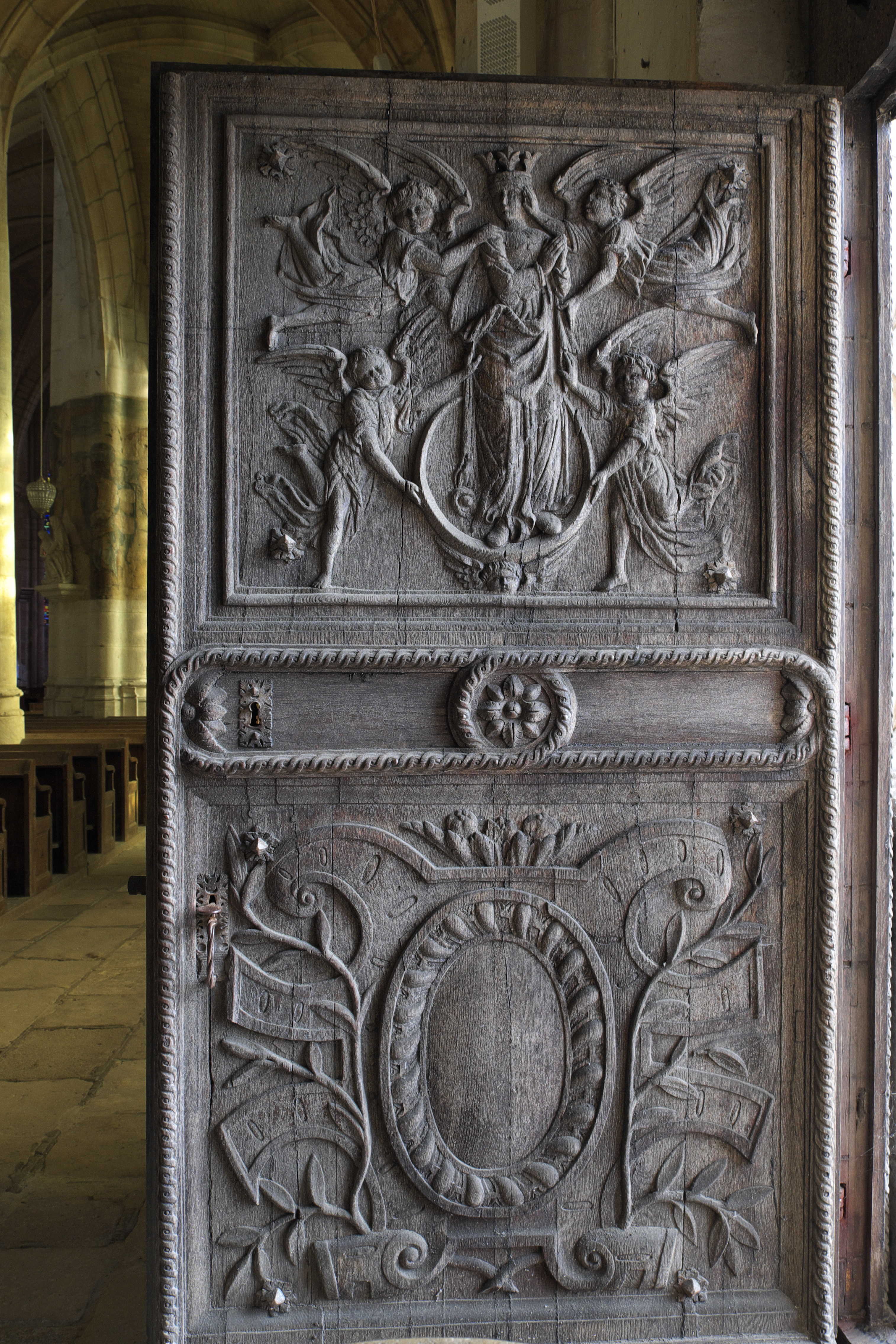
Südportal
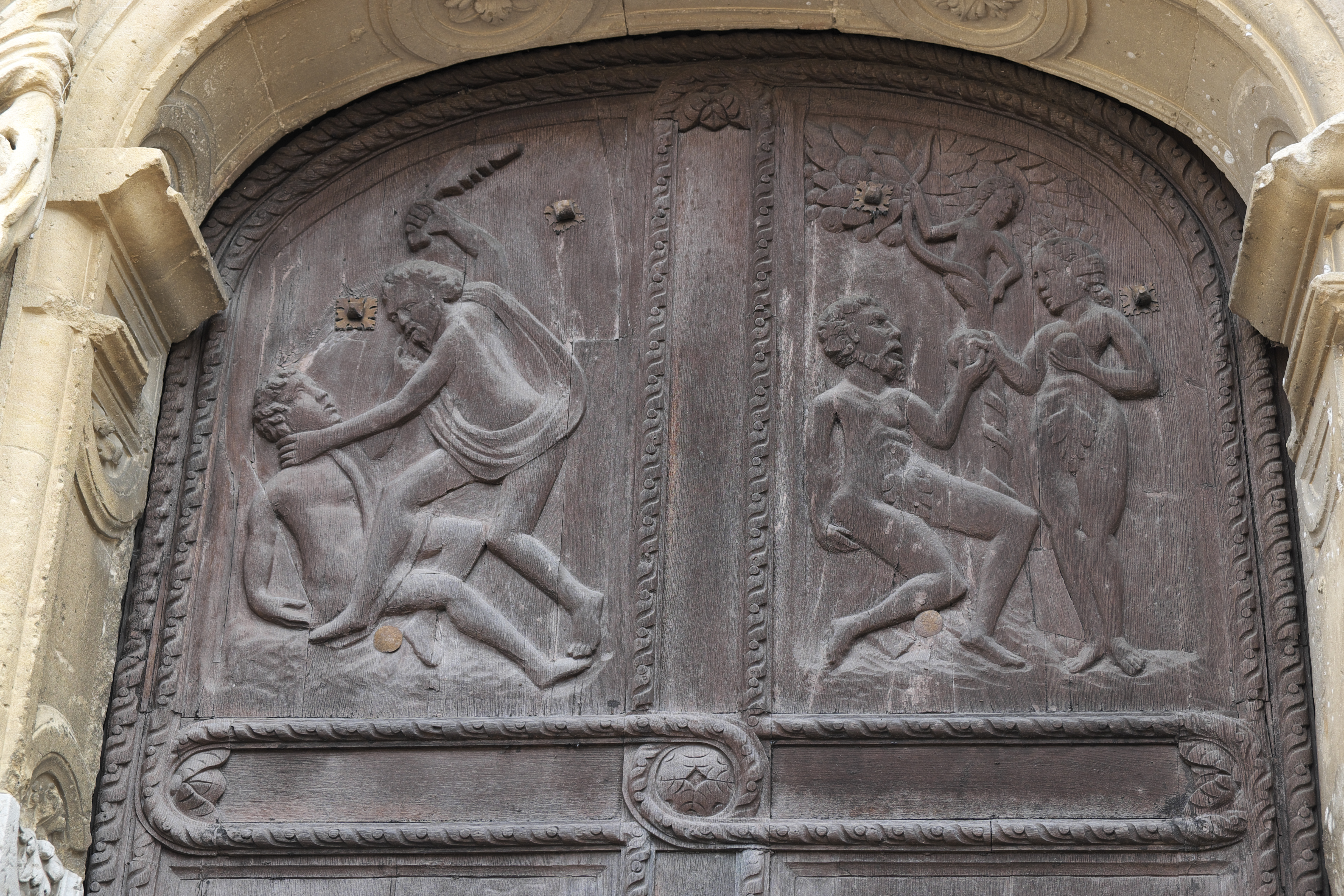
Westportal

### Innenraum

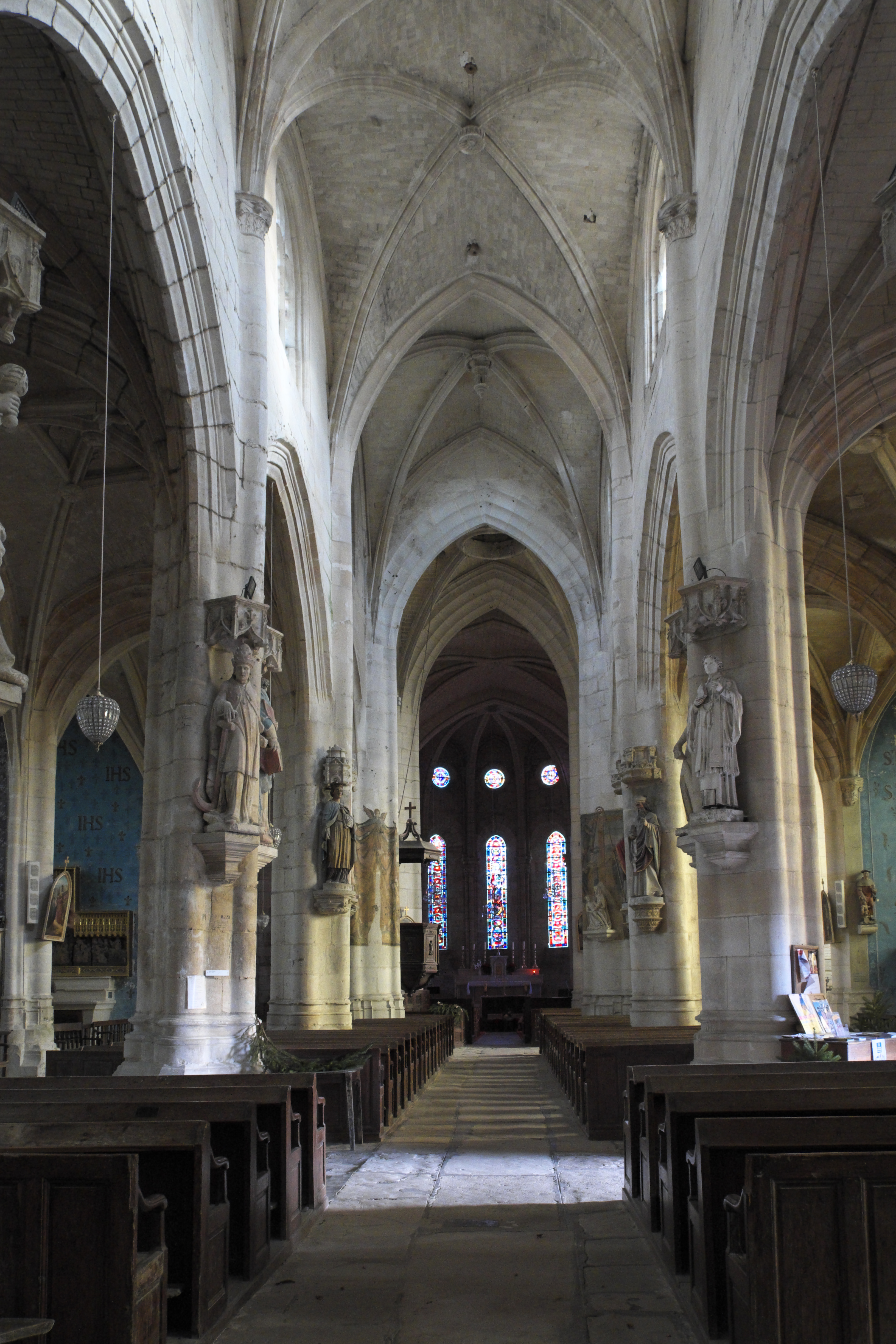
Innenraum

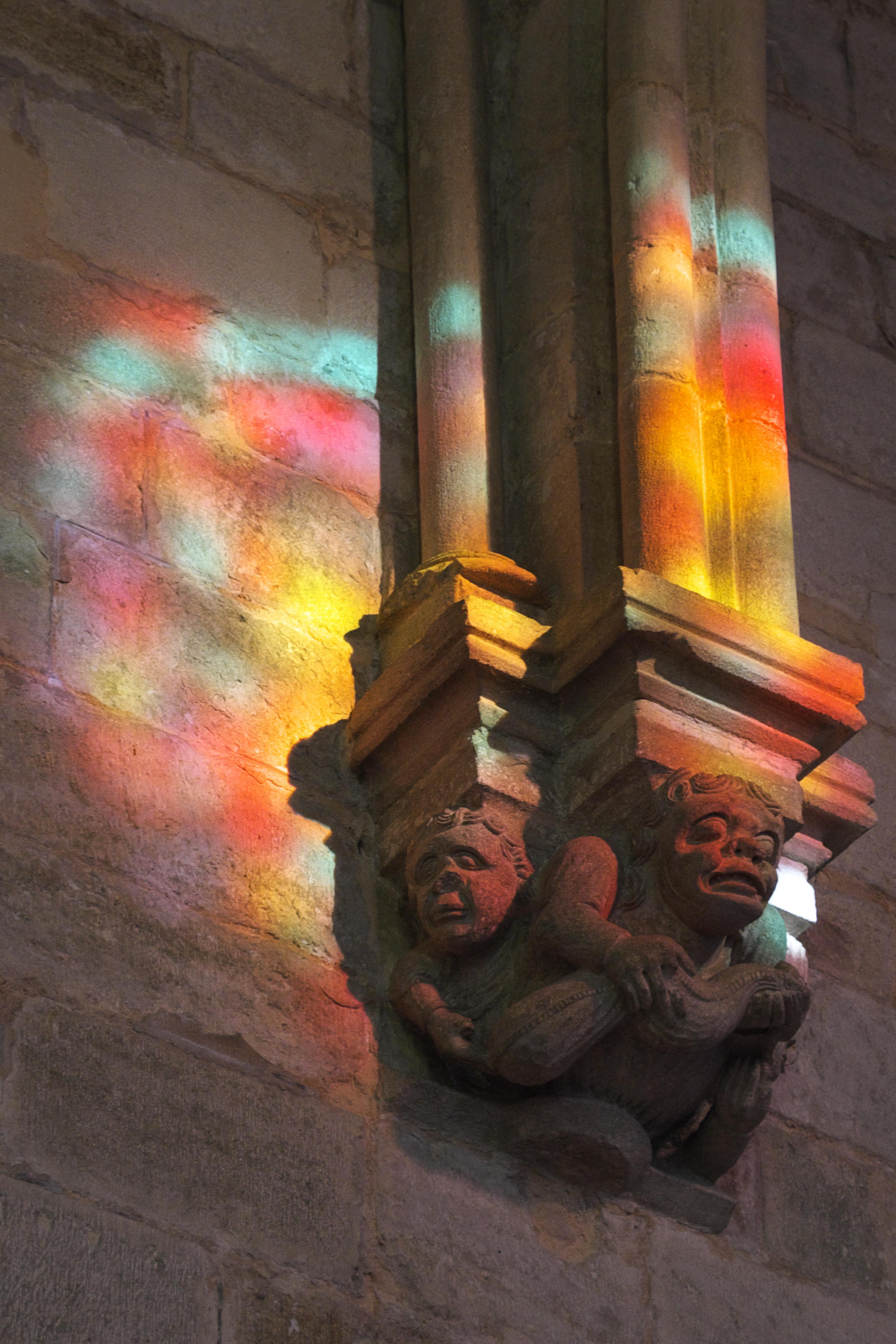
Konsole

Der einjochige Chor schließt mit einer halbrunden Apsis und wird von einem sechsteiligen Kreuzrippengewölbe gedeckt. Die Kapitelle und Konsolen der Säulen sind noch in der romanischen Tradition verhaftet. Eine Tür mit Flamboyantdekor führt zur Sakristei.
Das Langhaus ist dreischiffig und in vier Joche gegliedert. An die Seitenschiffe sind Kapellen angebaut. Hauptschiff und Seitenschiffe sind mit vierteiligen Kreuzrippengewölben gedeckt. Die östlichen Langhausjoche sind gotisch geprägt, das westliche Joch weist den Stil der frühen Renaissance auf.

## Wand- und Deckenmalereien
An den Säulen der Vierung und in der Chapelle de la Confrérie de la Charité (Kapelle der Bruderschaft der christlichen Liebe) sind Wandmalereien aus dem 16. und 17. Jahrhundert erhalten. Auf den Deckenmalereien der Bruderschaftskapelle sind die vier Evangelisten mit ihren Symbolen dargestellt. Die Wandmalerei an der Westseite der Kapelle stellt im oberen Bereich das Jüngste Gericht und unten einen Leichenzug der Bruderschaft dar. Während der großen Pestepidemien kümmerten sich die Mitglieder der Bruderschaft um die Sterbenden und ihre Bestattung.

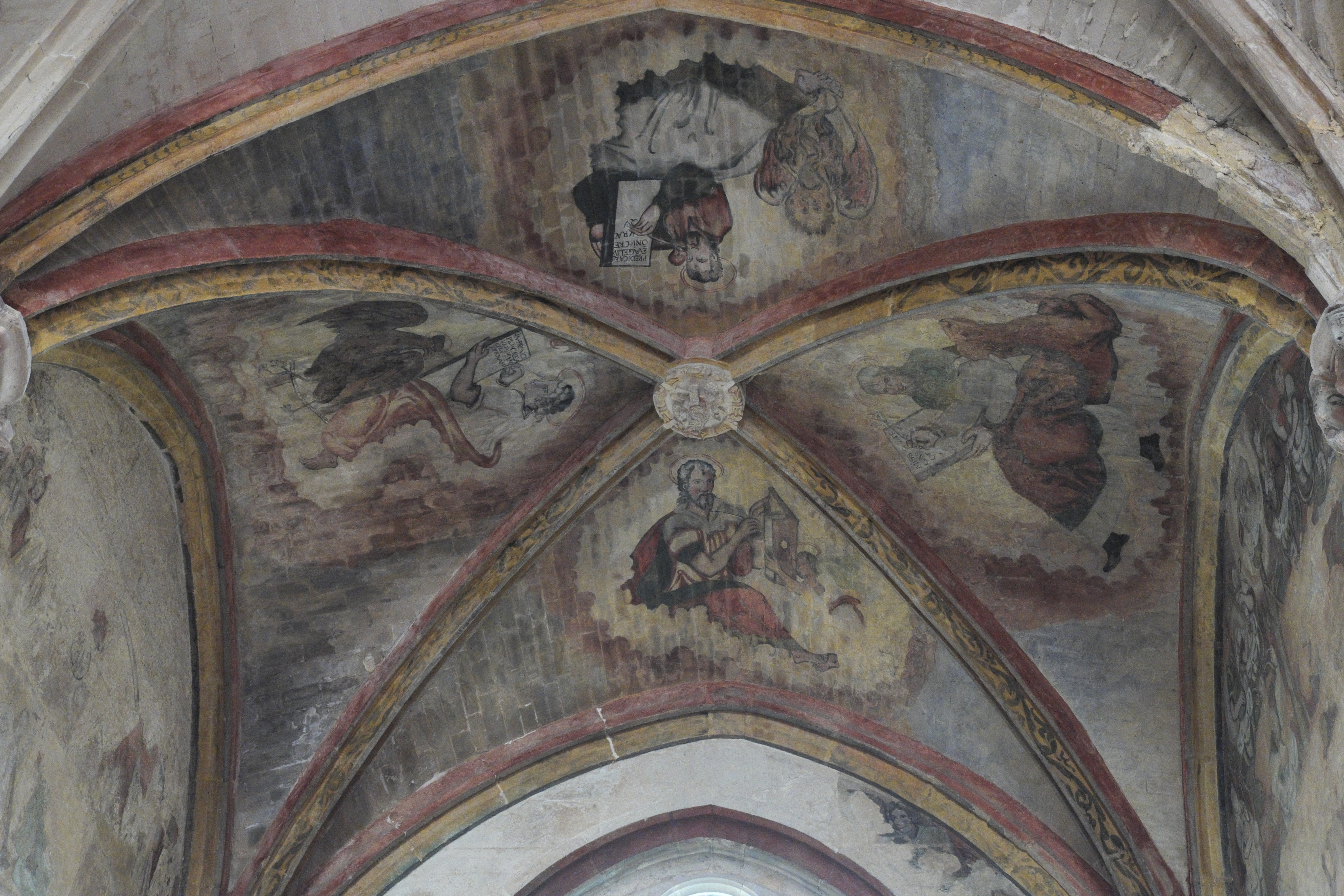
Deckenmalerei der Bruderschaftskapelle
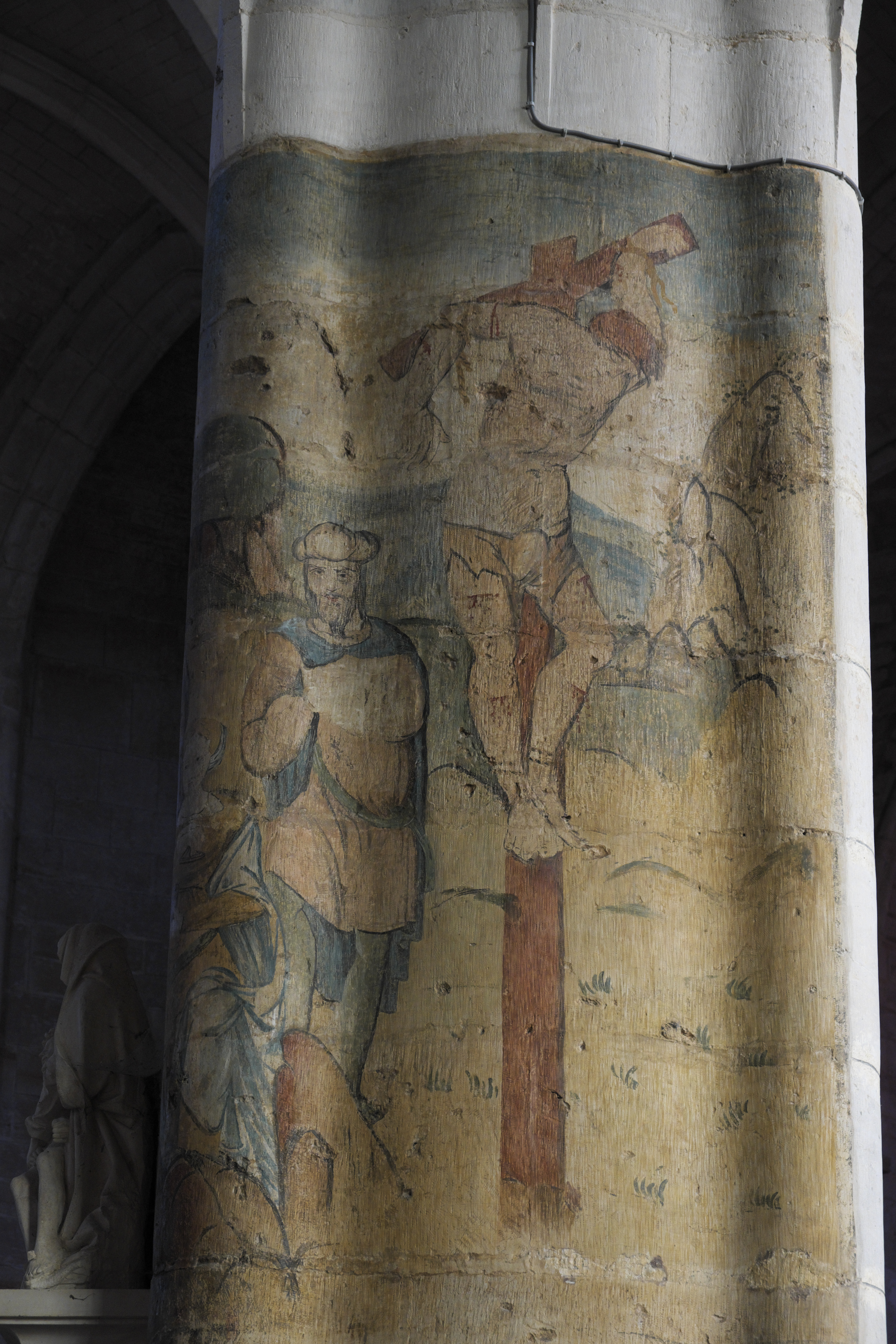
Malerei an einer Säule
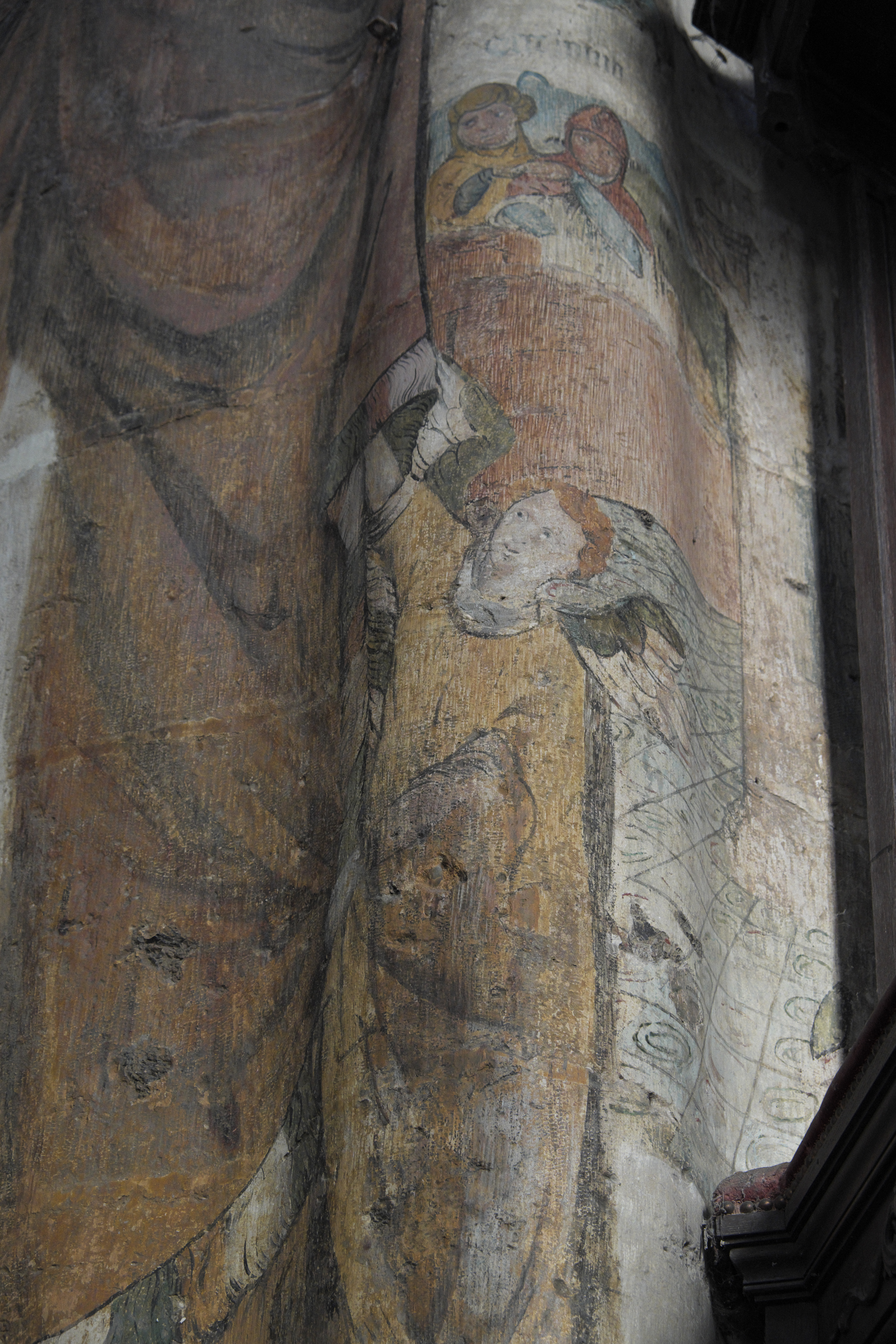
Malerei an einer Säule

## Ausstattung

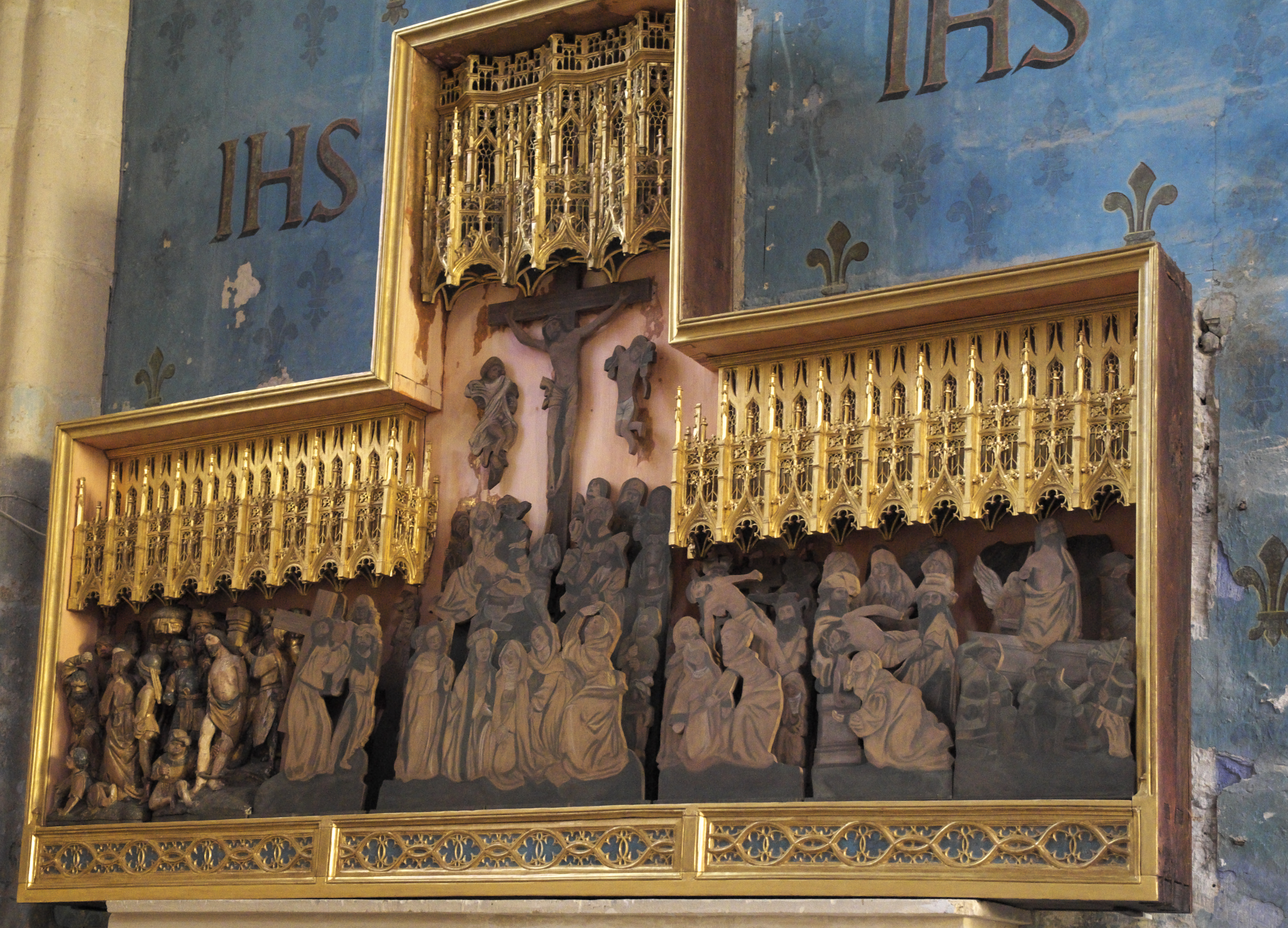
Passionsaltar

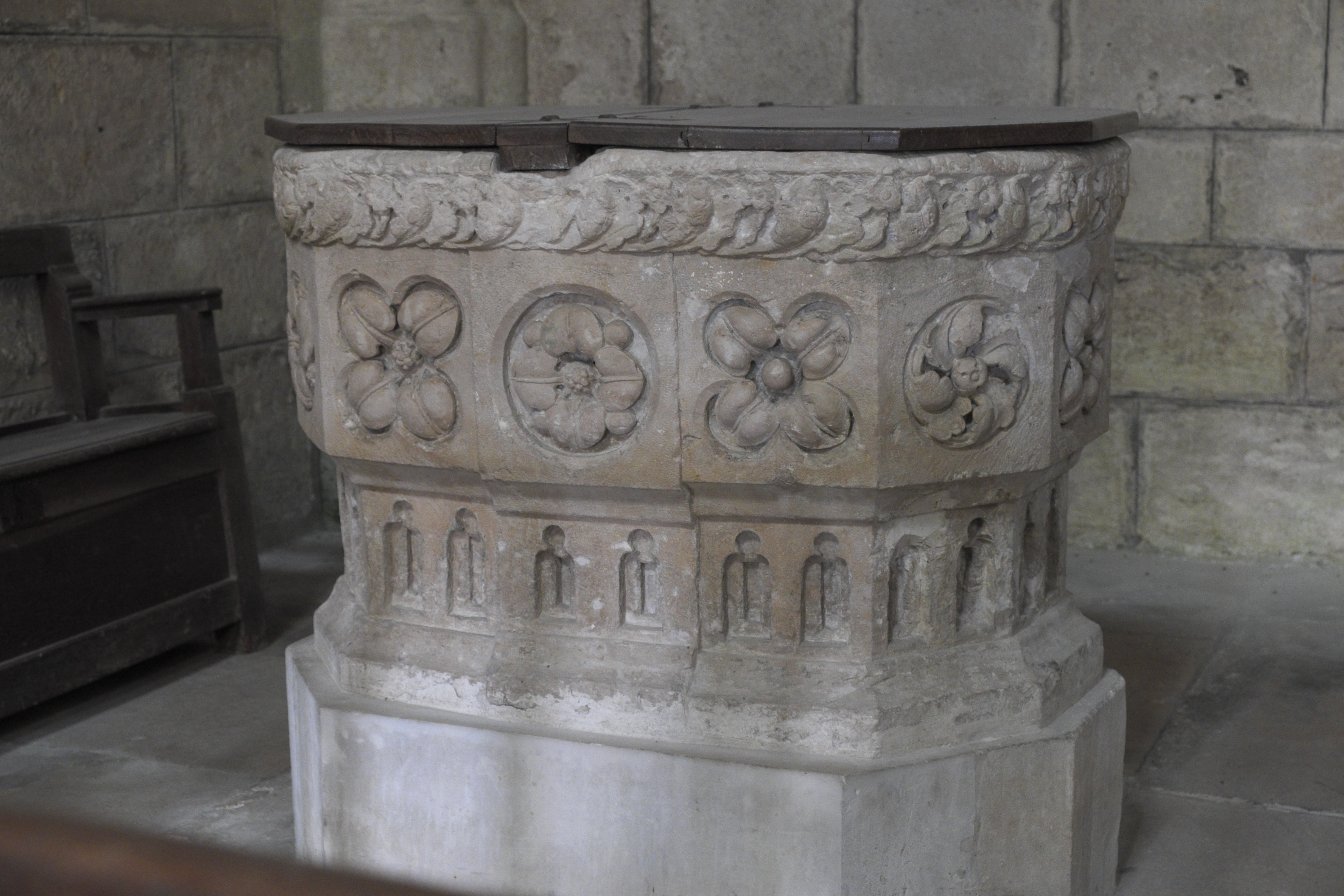
Taufbecken

- In einer Seitenkapelle werden die Fragmente eines farbig gefassten und teilweise vergoldeten Schnitzaltars mit Szenen der Passion aufbewahrt. Der Altar wird in das frühe 16. Jahrhundert datiert und bestand ursprünglich aus sieben Szenen. In den 1960er und 1970er Jahren wurde er gestohlen. Vier Szenen, die Geißelung, der Judaskuss, die Kreuzabnahme und die Grablegung Christi, wurden wieder aufgefunden und zurückgebracht.[3]
- Die großen Heiligenstatuen an den Säulen des Langhauses stammen größtenteils aus dem 16. Jahrhundert. Sie stehen auf Konsolen und werden von Baldachinen bekrönt. In den Seitenkapellen werden weitere Figuren von Bischöfen, Märtyrern und Heiligen aus dem 14., 15. und 16. Jahrhundert aufbewahrt, die ursprünglich an anderer Stelle aufgestellt waren.[4]
- Ins 17. Jahrhundert wird die Skulptur Ecce homo datiert, die noch Reste der ursprünglichen Farbfassung aufweist[5].
- Die Chapelle de la Confrérie de la Charité besitzt eine holzgeschnitzte Schranke aus der Mitte des 16. Jahrhunderts.[6]
- Die Kanzel ist eine Arbeit des 17. Jahrhunderts.[7] Der Kanzelkorb ist mit den Reliefs der vier Evangelisten verziert.
- Das Taufbecken stammt aus dem 13. Jahrhundert und ist mit großen Rosetten skulptiert.[8]

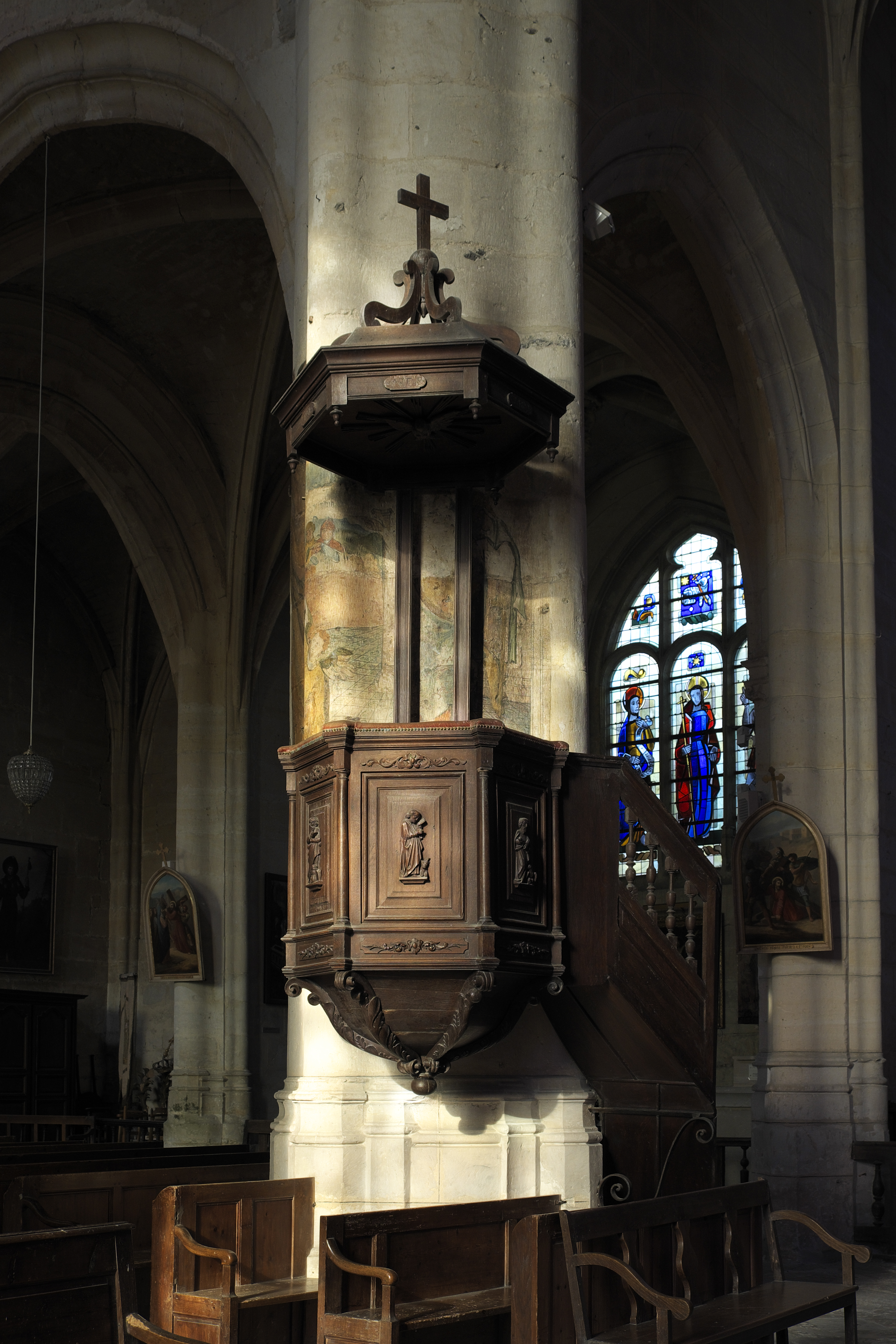
Kanzel
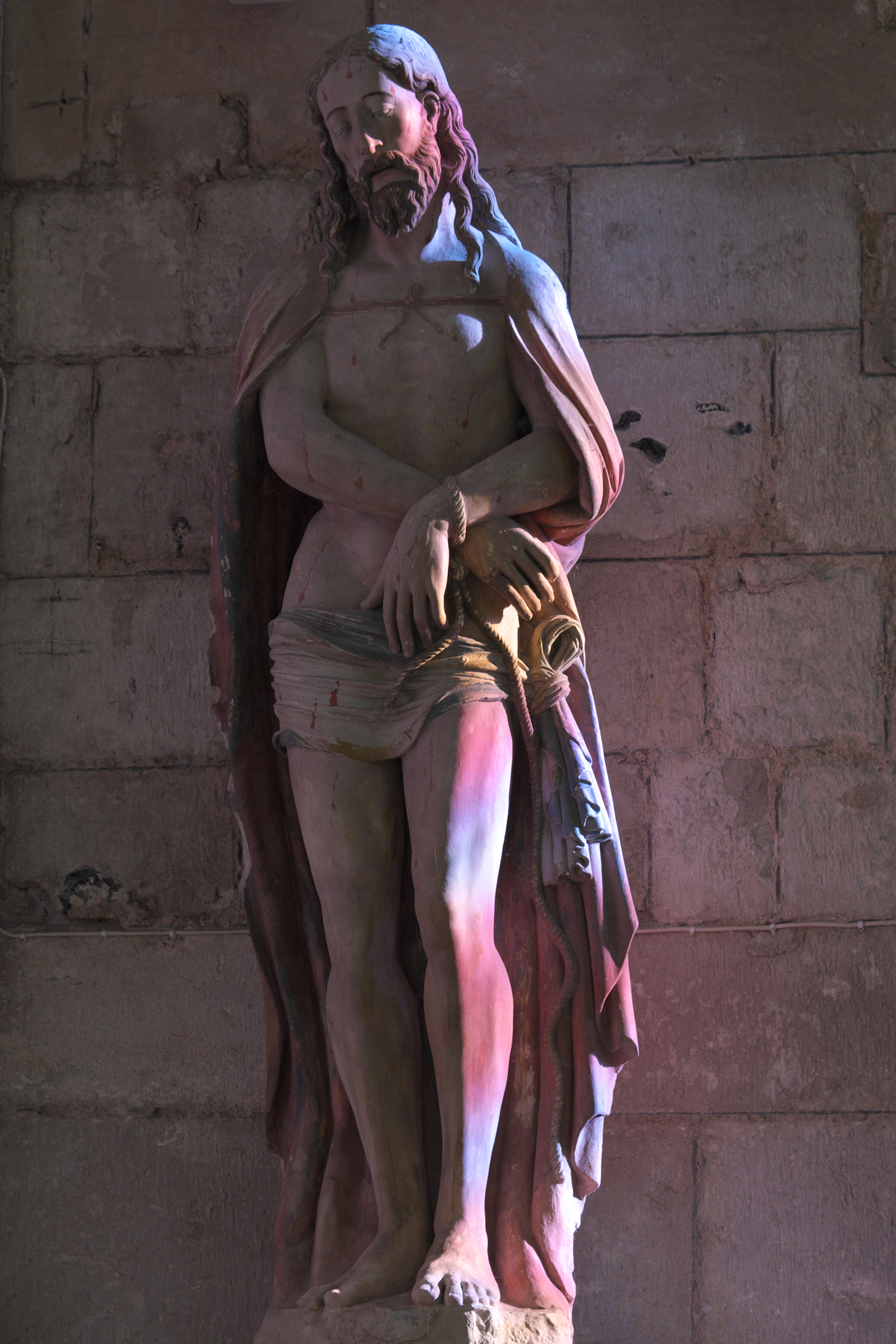
Ecce homo
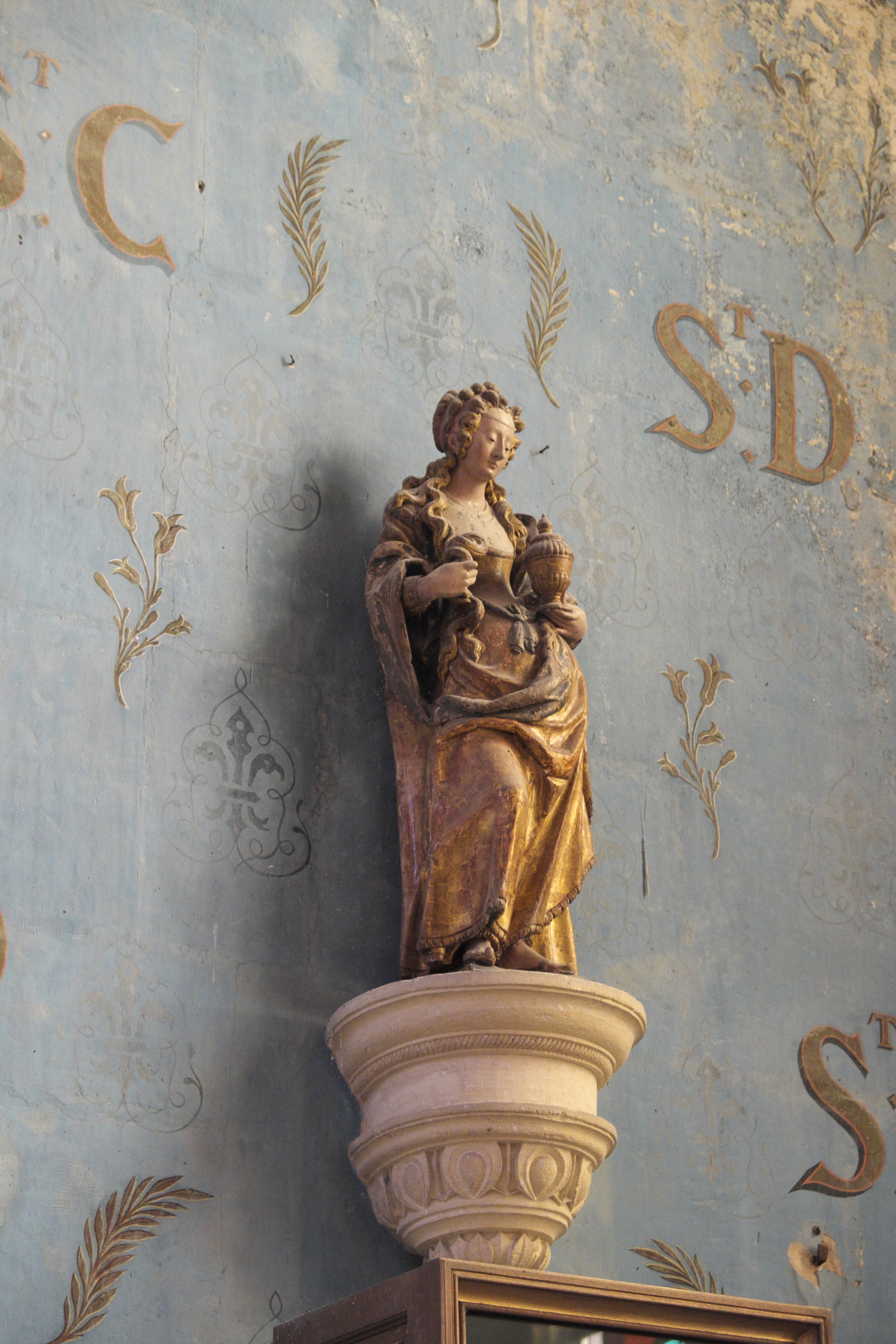
Maria Magdalena
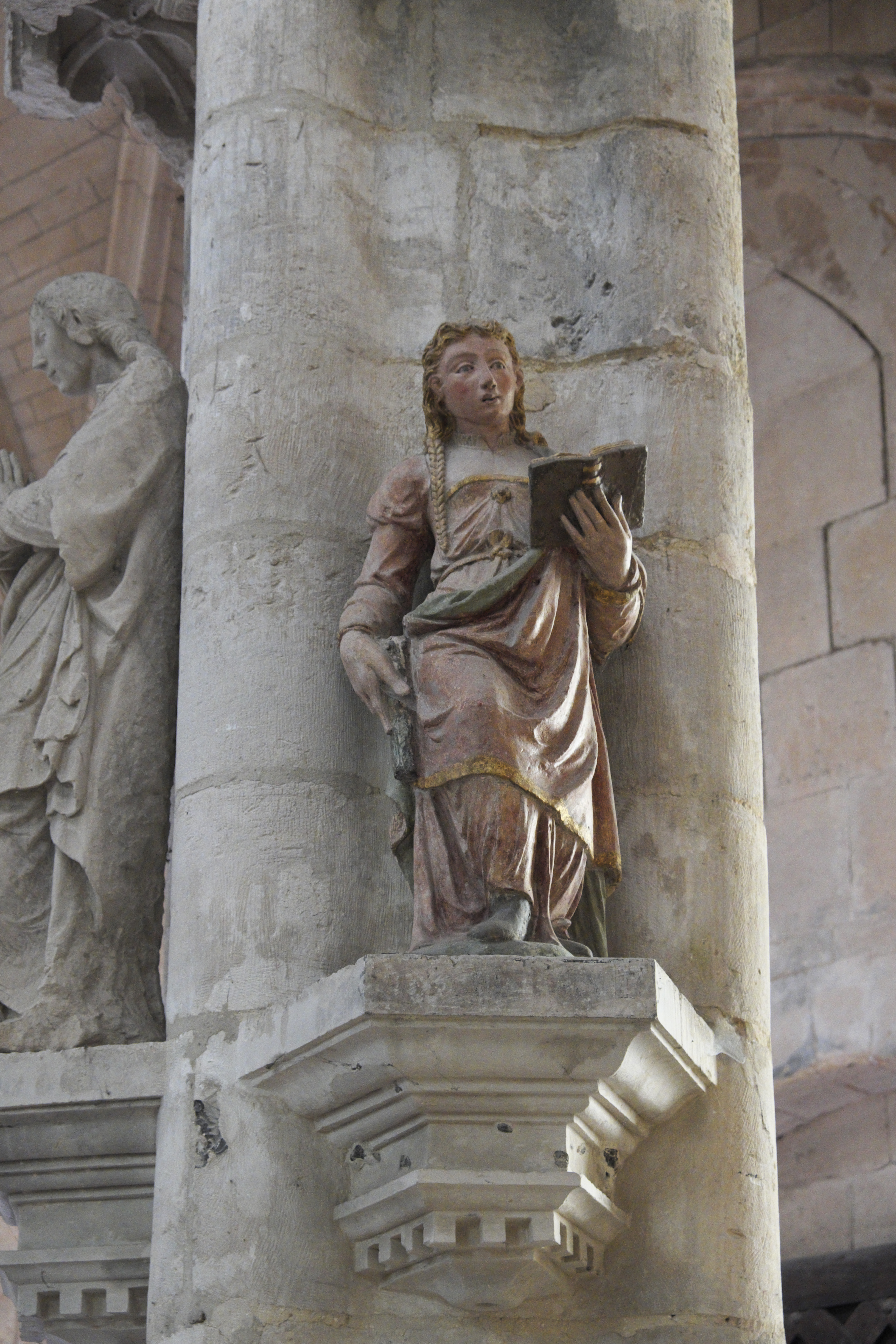
Johanna von Orléans